# Kiss László György (szobrász)
Kiss László György (Gyula, 1947. július 4. –) szobrász.

## Életútja
Autodidaktam művész. 1967-től portrékat készített, 1973-tól érmekkel foglalkozik. 1984-ben a FIP-világkongresszusra kétoldalas emlékérmet készített a Magyar Gyógyszerészeti Társaság megbíztásából. 1990-ben tagja lett a Gyulai Művészek Társaságának. Műveit kiállította már Gyulán, Erdélyben, Németországban és Olaszországban is. 1992-ben és 1993-ban Erkel Ferenc- és Expo-emlékpénzeivel is pályázati díjat nyert. 

## Egyéni kiállítások
1992, 1996 • Erkel Ferenc Művelődési Ház, Gyula

## Válogatott csoportos kiállítások
- 1975 • Gyulai Vár
- 1978 • Dürer Terem, Gyula
- 1990-től a Gyulai Művészek Társaságának kiállításai • Gyula • Budrio (OL) • Csíkszereda

## Köztéri művei
- Paracelsus (bronz dombormű, 1989, Tokaj)
- Gensen János Ádám (bronz dombormű, 1990, Sopron, Patikamúzeum fala)
- Bay Zoltán-emlékmű (1993, Gyulavári, templomkert)
- Életkút (térplasztika, 1994, Gyula, Tüdőszanatórium)
- Dombormű a gyulai vár felszabadulásának 300. évfordulójára (bronz, 1995, a gyulai vár falán)
- A II. világháború áldozatainak emlékműve (bronz, 1996, Békés)